# Antonio María Barbieri
Antonio María Barbieri, född 12 oktober 1892 i Montevideo, död 6 juli 1979 i Montevideo, var en uruguayansk kardinal i Romersk-katolska kyrkan. Han var ärkebiskop av Montevideo mellan 1940 och 1976.